# Mine de Ngezi
 (mars 2025).
La mine de Ngezi est une mine à ciel ouvert et souterraine de platine située au Zimbabwe dans la province du Mashonaland occidental.